# エルハーブ
エルハーブ (Erhaab) とはイギリスの競走馬である。1994年のダービーステークス (G1) とダンテステークス (G2) の優勝馬。現役引退後種牡馬となり日本に輸出されたが、2000年にイギリスに再輸出された。
※文中の馬齢は当時の日本で一般的であった数え年ではなく、現在使用されている方法に換算して表記する。

## 戦績
アラブ首長国連邦のハムダン殿下の所有馬として、ダンロップ調教師の管理で、2歳の1993年7月30日にニューマーケット競馬場でデビュー。
デビュー戦は7着に終わり、3戦目で初勝利をあげ、5戦目で2勝目をあげた。
6戦目で重賞初出走となったG3ホーリスヒルステークスは3着で、2歳時は6戦2勝に終わった。
明けて3歳となった1994年は準重賞（リステッドレース）フェイルドンステークスに出走。これは2着に終わったが、ヨーク競馬場で行われたダービーの前哨戦（プレップレース）の1つであるダンテステークスをコースレコードで勝ち、一躍ダービーの本命候補に名乗りを上げた。
多くの産駒が短距離〜中距離を得意とする種牡馬ダンジグの孫ということで血統的な距離不安を唱える声もあったが、レースでは2着キングスシアターに2馬身1/4差をつけて快勝し、ダービー馬となった。
その後は古馬に挑戦するが、エクリプスステークスはエズードの3着に終わる。
そして、春の大一番キングジョージ6世&クイーンエリザベスダイヤモンドステークスに出走するが、ダービーで負かしたキングスシアターから10馬身以上離された7着に敗れ、しかもレース中に故障していたことが判明し、そのまま引退となった。余談だが、最後のレースとなったキングジョージ6世&クイーンエリザベスダイヤモンドステークスには、ホワイトマズルに武豊が騎乗し、2着となった。
騎手は、全11戦中初勝利をあげた3戦目（W.ニューネス）を除いて、ウィリー・カーソンが務めた。

## 種牡馬として
1995年に日本に輸入され、種牡馬となるが、産駒が期待されたほど走らず、船橋競馬場の重賞・平和賞勝ち馬ノトテイオー、中央から金沢競馬に移籍した後活躍したホシオーを出した程度で、JRAの重賞勝ち馬を出すことなく、2000年にイギリスに再輸出された。
しかし、再輸出後も現時点では目立った活躍馬を出していない。
2021年11月23日、所有するシャドウェルスタッドが公式サイトにおいて、繋養先のイギリス・グロスターシャー州バッツフォードスタッドで死亡したことを公表した。

### 代表産駒
- イカルガ（吉野ヶ里記念）
- オーミアジル（中日杯、北陸三県畜産会長賞）
- ノトテイオー（平和賞）
- ホシオー（百万石賞、北國王冠、中日杯2回、六甲盃、ジェイティービー賞、スプリングカップ、マイル争覇、白銀争覇）

### 母父としての代表産駒
- フクノドリーム（エーデルワイス賞）
- メイショウコロンボ（兵庫ゴールドトロフィー、名古屋大賞典）

## 血統表
| エルハーブの血統           | エルハーブの血統                            | エルハーブの血統                            | （血統表の出典）                            | （血統表の出典） |
| 父系                       | ダンジグ系                                  | ダンジグ系                                  | ダンジグ系                                  | [ § 2 ]          |
| 父 Chief's Crown 1982 鹿毛 | 父の父Danzig 1977 鹿毛                      | Northern Dancer                             | Nearctic                                    | Nearctic         |
| 父 Chief's Crown 1982 鹿毛 | 父の父Danzig 1977 鹿毛                      | Northern Dancer                             | Natalma                                     |                  |
| 父 Chief's Crown 1982 鹿毛 | 父の父Danzig 1977 鹿毛                      | Pas de Nom                                  | Admiral's Voyage                            | Admiral's Voyage |
| 父 Chief's Crown 1982 鹿毛 | 父の父Danzig 1977 鹿毛                      | Pas de Nom                                  | Petitioner                                  |                  |
| 父 Chief's Crown 1982 鹿毛 | 父の母Six Crowns 1976 栗毛                  | Secretariat                                 | Bold Ruler                                  | Bold Ruler       |
| 父 Chief's Crown 1982 鹿毛 | 父の母Six Crowns 1976 栗毛                  | Secretariat                                 | Somethingroyal                              |                  |
| 父 Chief's Crown 1982 鹿毛 | 父の母Six Crowns 1976 栗毛                  | Chris Evert                                 | Swoon's Son                                 | Swoon's Son      |
| 父 Chief's Crown 1982 鹿毛 | 父の母Six Crowns 1976 栗毛                  | Chris Evert                                 | Miss Charmie                                |                  |
| 母 Histoire 1979 黒鹿毛    | 母の父Riverman 1969 鹿毛                    | Never Bend                                  | Nasrullah                                   | Nasrullah        |
| 母 Histoire 1979 黒鹿毛    | 母の父Riverman 1969 鹿毛                    | Never Bend                                  | Lalun                                       |                  |
| 母 Histoire 1979 黒鹿毛    | 母の父Riverman 1969 鹿毛                    | River Lady                                  | Prince John                                 | Prince John      |
| 母 Histoire 1979 黒鹿毛    | 母の父Riverman 1969 鹿毛                    | River Lady                                  | Nice Lily                                   |                  |
| 母 Histoire 1979 黒鹿毛    | 母の母Helvite 1970 黒鹿毛                   | Klairon                                     | Clarion                                     | Clarion          |
| 母 Histoire 1979 黒鹿毛    | 母の母Helvite 1970 黒鹿毛                   | Klairon                                     | Kalmia                                      |                  |
| 母 Histoire 1979 黒鹿毛    | 母の母Helvite 1970 黒鹿毛                   | Heiress                                     | Rockefella                                  | Rockefella       |
| 母 Histoire 1979 黒鹿毛    | 母の母Helvite 1970 黒鹿毛                   | Heiress                                     | Matial Air                                  |                  |
| 母系(F-No.)                | (FN:1-w)                                    | (FN:1-w)                                    | (FN:1-w)                                    | [ § 3 ]          |
| 5代内の近親交配            | Nasrullah 5×4、Nearco 5×5、Princequillo 5×5 | Nasrullah 5×4、Nearco 5×5、Princequillo 5×5 | Nasrullah 5×4、Nearco 5×5、Princequillo 5×5 | [ § 4 ]          |
| 出典                       | 1. 2. 3. 4.                                 | 1. 2. 3. 4.                                 | 1. 2. 3. 4.                                 | 1. 2. 3. 4.      |

### 血統背景
- 父・チーフズクラウンはブリーダーズカップ・ジュヴェナイルをはじめアメリカでG1を8勝。代表産駒は本馬の他にチーフベアハート（ブリーダーズカップ・ターフ、種牡馬となってマイネルレコルト等の父。）
- 祖母Helvetieの孫（本馬のいとこにあたる）に輸入種牡馬のハーリー（1993年の京都記念勝ち馬パリスハーリーの父）、エーピーグランプリ（1993年のラジオたんぱ賞勝ち馬）がいる。